# Beauvaisgrunden
Beauvaisgrunden er en ca. 15.700 m² stor, tidligere industrigrund på Ydre Østerbro i København, der i mange år (1969-2020) fremstod som et uplejet grønt område og primært blev anvendt til rekreative formål.
Grunden omkranses af Ringbanen (stykket mellem Ryparken og Bispebjerg stationer) og gaderne Rovsingsgade, Lyngbyvej/Helsingørmotorvejen og Lersø Parkallé og ligger således i grænselandet mellem den tætte bybebyggelse, et åbent område mellem to fingre og den meget trafikerede Hans Knudsens Plads. I umiddelbar tilknytning til grunden findes desuden et tidligere DSB-baneareal på ca. 5.000 m².
Grunden har navn efter den tidligere Beauvais-fabrik, der var koncernens første store fabrik med produktion af såvel fødevarer som dåser. Ud over fødevarefabrikken var der også et maskinværksted, en smedie og et blikkenslagerværksted. Fabrikken lukkede i 1969 og blev derefter nedrevet. I dag er der konstateret "udbredt og kraftig forurening". Trods det har området siden 1989 været anvendt til rekreative formål af især hundeluftere og skatere; den rummer stier, uplejede buske og træer, enkelte borde og bænke samt en uafhængigt opført skateboardbowle.
Københavns Kommune har ejet grunden siden 1983. Oprindeligt var det på tale at opføre et kulturhus på stedet, og under overborgmester Ritt Bjerregaard var området i spil som et af de steder, der skulle opføres billige boliger. Ingen af delene blev til noget, men i 2009 vedtog Borgerrepræsentationen en lokalplan for området, der gør det muligt at opføre blandet bolig- og erhvervsbebyggelse på grunden. Det var tanken, at byggeriet sammen med Kollektivhuset på den anden side af Lyngbyvej skal udgøre en slags byport til København, men det er ikke lykkedes at finde en investor til projektet,  der inkluderer det tidligere baneareal. I 2012 kom det frem, at en lokal Citroën-forhandler er ved at opføre et stort bilhus på det tidligere baneareal vest for Beauvaisgrunden. I forbindelse med etablering af cykelinfrastruktur i området, har den vestlige del af grunden været anvendt som byggeplads for entreprenøren og der er ved byggeriet etableret langsgående parkeringspladser på Rovsingsgade.
2020-2021 opførtes 69 almennyttige boliger i 3 femkantede tårne på mellem 15 og 30 meters højde kaldet “High Five” på grunden.